# Examen (1981)
Examen är en svensk kortfilm från 1981 i regi av Harald Hamrell. I rollerna ses bland andra Stina von Sydow, Gösta Stolpe och Katarina Ehnmark. Filmen fotades av Mats Ardström och klipptes av Hamrell.

## Rollista
- Stina von Sydow – flickan
- Gösta Stolpe – fadern
- Katarina Ehnmark – modern
- Jimmy Nyberg – pojkvännen
- Lise Eberhard	– väninnan